# Stadiochilus burmanicus
Stadiochilus burmanicus är en enhjärtbladig växtart som beskrevs av Rosemary Margaret Smith. Stadiochilus burmanicus ingår i släktet Stadiochilus och familjen Zingiberaceae. Inga underarter finns listade i Catalogue of Life.